# Лабиб Махмуд
Хани Лабиб Махмуд (рођен 25. августа 1907, датум смрти непознат) био је египатски фудбалски нападач који је играо за Египат на Светском првенству у фудбалу 1934. године. На клупском нивоу је играо за Ал Ахли.

## Репрезентативна каријера
Представљао је Египат на Светском првенству у фудбалу 1934. и Летњим олимпијским играма 1936.